# معارضة مراصد مونا كيا

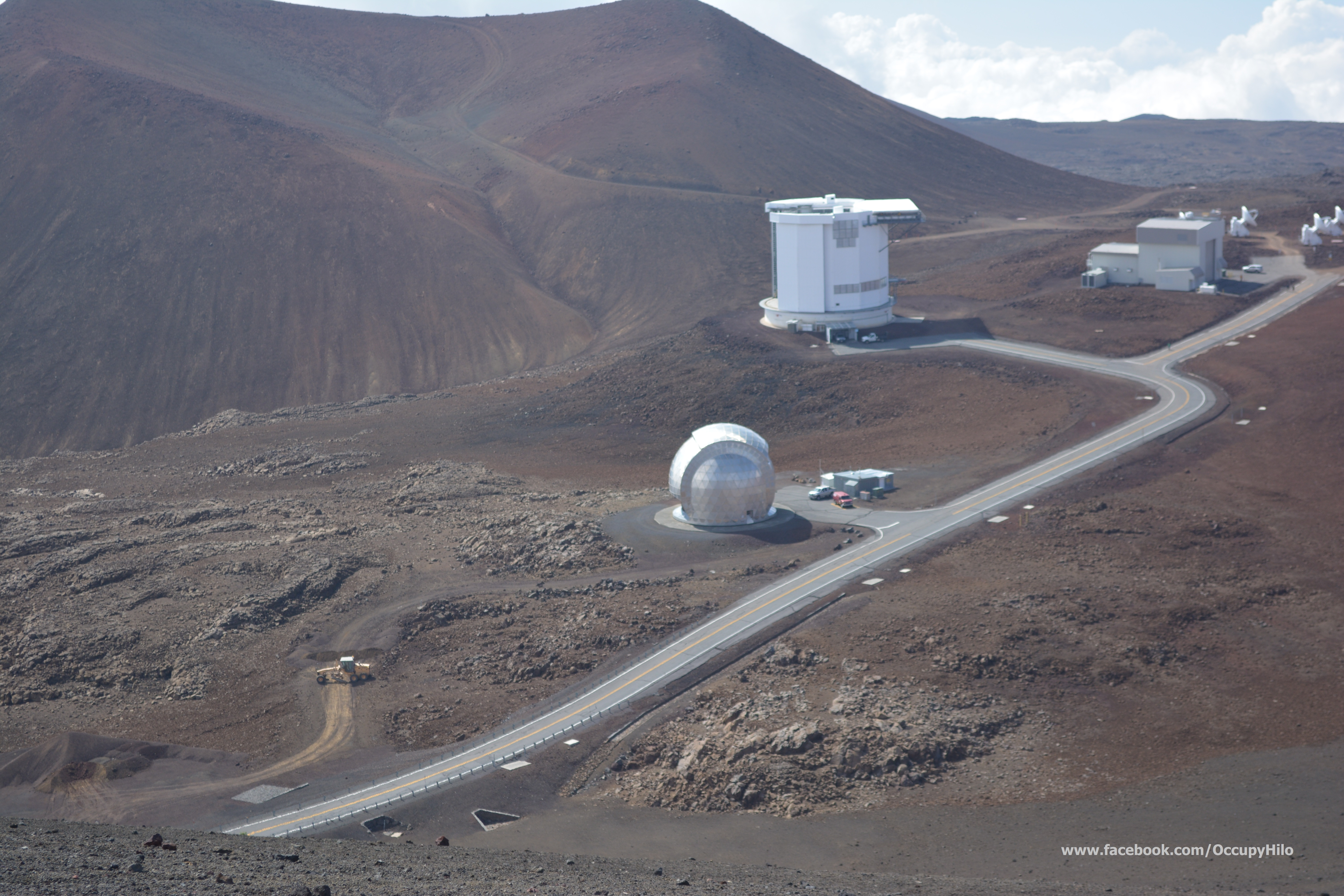

تُوجد معارضة مراصد مونا كيا مُنذ أول تلسكوب دُشن في أواخر سبعينيات القرن الماضي. أشار جزء من البحث الذي بدأه جيرارد كيبر من جامعة إريزونا إلى توسع موقع المرصد ليصبح أكبر مرصد في العالم لتلسكوبات الأشعة تحت الحمراء وبخار الماء -الرطوبة-. كانت معارضة سكان مدينة هيلو بهاواي للتلسكوبات بسبب المظهر البصري للجبل الذي يُوجد به المرصد، وعبر السكان الأصليون بهاواي عن مخاوفهم الدينية بسبب تحول هاواي لموطن العديد من الآلهة. عبر أيضًا كثير من النشطاء والجمعيات العاملة في مجال البيئة عن قلقهم بخصوص تعرض موطن بعض الكائنات الحية للخطر.
أُعد مشروع تلسكوبات أوتريغر لبناء (6-4) تلسكوبات صغيرة لقياس التداخلات الإشعاعية، والتي كانت ستُحيط بتلسكوبات كيك. رُفض المشروع في عام 2006، بعد أن وجدت المحكمة أن تقرير التأثيرات البيئية الذي قدمته وكالة ناسا شمل تأثير التلسكوبات في منطقة تواجدها فقط.
كان الاقتراح القائم بإنشاء واحد من أكبر التلسكوبات البصرية في العالم، تلسكوب ثيرتي ميتر، مصدر الاحتجاجات المستمرة على تطوير جبل هاواي باعتباره أعلى قمة جبلية مقدسة في السلسلة الجبلية بالجزيرة. وفي الثلاثين من أكتوبر وافقت المحكمة العليا في هاواي على استئناف تشييد تلسكوب ثيرتي ميتر.

## خلفية
بدأ جيرارد كيبر بالبحث عن مكان جاف لدراسة الأشعة تحت الحمراء بعد الاطلاع على صور مشروع أبولو الخاص بوكالة ناسا الأمريكية، والتي أظهرت تفاصيل أكبر من أي تلسكوب موجود على الأرض. وبينما كان مهتم بالبحث في شيلي، اتخذ قرارًا بتنفيذ اختبارات في جزر هاواي. كانت الاختبارات في هاليكيلا بماوي مشجعة، لكن الجبل كان منخفضًا للغاية في طبقة الانعكاس -المنطقة التي تخلو من سقوط الأمطار- وكان مغطى بالغيوم. أما في الجزيرة الكبيرة بهاواي، تعتبر ماونا كيا أعلى قمة جبلية موجودة في جزيرة في العالم، وعلى الرغم من أن القمة عادة ما تُغطى بالثلوج، لكن الهواء نفسه جاف تمامًا، ليبدأ كيبر بالبحث عن وجود أماكن محتملة لتشييد المرصد على ماونا كيا. بعد إجراء الاختبارات، اكتشف أن انخفاض الرطوبة هو الحالة المثلى لرصد إشارات الأشعة تحت الحمراء. أقنع بعد ذلك المحافظ، جون بيرنس بتمهيد طريق بري إلى القمة لتشييد تلسكوب صغير على بو بولي أهو، وهي قمة مخروطية كونتها البراكين. كانت ثاني أعلى قمة في الجبل وأعلى قمة في المنطقة المقدسة، لذلك تجنبها كيبر. بعد ذلك، حاول اقناع ناسا بتمويل تشييد منشأة ضخمة بتلسكوبات عملاقة بما في ذلك المباني الملحقة من منازل وبنايات ضرورية. ردت ناسا بقرارٍ يفتح المشروع للمنافسة. قدم أستاذ الفيزياء بجامعة هاواي، جون جيفريز عرضًا نيابة عن الجامعة، والذي اكتسب مكانة مرموقة من خلال ملاحظاته في مرصد قمة ساكرامنتو. كان اقتراح جيفريز عبارة عن تلسكوب بطول مترين لتلبية احتياجات كل من وكالة ناسا وجامعة هاواي. وعلى الرغم من أن التلسكوبات الكبيرة لا تُمنح للجامعات بدون وجود علماء فلك متمكنين، لكن جيفريز تمكن من الحصول على عرض وكالة ناسا. أغضب هذا كيبر الذي شعر بأن «جبله» سُرق منه ليخلى عن الموقع الذي اكتشفه على ماونا كيا بسبب المنافسة. بدأ العمل في إريزونا على مشروع آخر لناسا. بعد إجراء العديد من الاختبارات اللازمة من قِبَل فريق جيفريز، قرروا أن أفضل المواقع لتشييد التلسكوب كان بالقرب من قمة المخروط البركاني. بينت الاختبارات أيضًا أن ماونا كيا هي المكان الأمثل للمراقبة أثناء الليل بسبب العديد من العوامل، مثل الهواء الرقيق، والرياح التجارية الثابتة، بالإضافة إلى البحر الذي يُحيطها من كل الجهات. كان جيفريز سيبني تلسكوبًا بطول 2.24 مترًا مع موافقة ولاية هاواي على تمهيد طريق آمن نحو القمة. بدأ البناء عام 1967، ورأى النور عام 1970.

## التوسعات تجدد المعارضة
خصص المحافظ وممثلي السلطة التشريعية المتحمسين للتنمية في هونولولو المزيد من الأراضي لتوسعات المرصد، ما سبب مزيدًا من المعارضة والرفض في المدينة الرئيسية بالجزيرة الكبيرة، هيلو. اعتقد السكان الأصليين لكانكا شوي أن الموقع مقدس بالكامل، وأن تطوير الجبل حتى لو كان لصالح العلم سيفسده. على الجانب الآخر، اهتم علماء البيئة بتجمعات الطيور المحلية والنادرة في المكان، بينما اهتم سكان هيلو بمنظر القباب والأطباق الظاهرة في المدينة. عن طريق عدة اجتماعات في المدينة، تمكن جيفيريز من التغلب على المعارضة الموجهة ضد المرصد بالموازنة بينه وبين الفوائد الاقتصادية والمكانة الهامة التي ستحصل عليها الجزيرة.
كانت هناك معارضة حقيقية لمراصد مونا كيا والتي استمرت في التوسع والنمو. وعلى مدار عدة سنوات، تفشت المعارضة وأصبحت المثال الأكثر وضوحًا للعقبات التي واجهها العلماء الغربيون في الوصول لمواقع معينة ذات قيمة ثقافية وبيئية واستخدامها. بدأت المعارضة بالازدياد شيئًا فشيئًا بعد أن بدأ تأثير المراصد في الانتشار، فعندما فُتح طريق الوصول إلى القمة الجبلية بدأ المتزلجون باستخدامه كنوع من التسلية، لكنهم اعترضوا بشدة عند إغلاقه مرة أخرى كنوع من الإجراءات الوقائية ضد أعمال التخريب بسبب بناء التلسكوبات. عبر الصيادون عن مخاوفهم، بالإضافة لجمعية أودبون بهاواي المدعومة من المحافظ جورج أريوشي.
رفضت جمعية أودوبون أي تطوير إضافي في منطقة مونا كيا يمكن أن يُعرّض سكان باليلا، وبعض أنواع الكائنات الحية التي تتوطن الجبل مثل طائر العصفور الدوري المُنقر، والذي يُعشش على الجزيرة للخطر. اختفت أكثر من 50% من أنواع الطيور المحلية بسبب خسارة موطنها في المستعمرات الغربية للجبل، أو بسبب انتقال أنواع أخرى لمنافستها على مواردها. عبر الصيادون والرياضيون عن مخاوفهم من تأثير تشغيل التلسكوبات على صيد الحيوانات المتوحشة والخطرة.
نشأت حركة «احموا ماونا كيا» كنتيجة لانتشار التلسكوبات. عارضت العديد من الجمعيات المحلية الغير هادفة للربح مثل كاهاي -هيئة هدفها حماية التراث الثقافي والبيئة- أي عمليات تطوير في ماونا كيا لأنه مكان مٌقدس في المُعتقدات الدينية لسكان هاواي. اليوم، تستضيف ماونا كيا أكبر مرصد تلسكوبي في العالم لرصد الأشعة تحت الحمراء ونسبة الرطوبة. تخضع المنطقة الآن لقانون الحماية التاريخية بالولايات المتحدة الأمريكية بسبب رمزيتها وأهميتها في ثقافة سكان هاواي، لكنه ما زال يسمح بمزيد من التطوير.

## تلسكوبات أوتريغر
لا تزال الجمعيات البيئية وسكان هاواي الأصليين يعارضون التوسعات والتطوير في مراصد مونا كيا. رُفض اقتراح 2006 لجعل تلسكوبات أوتريغر امتدادًا لمرصد كيك بعد أن عزم القاضي على ضرورة إعداد تقرير بشأن التأثيرات البيئية في المنطقة بشكل كامل، قبل أي تحديثات في الموقع، حيثُ كان من المُقرر ربط تلسكوبات أوتريغر بتلسكوبات كيك الأولى وكيك الثانية. كانت معارضة السكان الأصليين والنشطاء البيئيين بهاواي في هذا الوقت أكثر من أي وقتٍ مضى، لكن ناسا أصرت على اقتراحها بعدم وجود موقع بديل.
قدمت جماعة احموا ماونا كيا العديد من الحجج المعارضة لعمليات التطوير في ماونا كيا، بما في ذلك قدسية جبل ماونا كيا لسكان هاواي الأصليين حيث تعيش الكثير من الآلهة حسب اعتقادهم، وموقع المخروط البركاني الذي اقتُرح كان مقدسًا عند السكان كموقع لقبر الإله ديمي. أثارت المجموعة العديد من المخاوف الأخرى مثل المخاطر البيئية، وحماية الحشرات المحلية المتوطنة، ومسألة أراضي السيدد -كانت في السابق أراضي التاج الملكي في هاواي-، وتقارير مراجعة الحسابات المالية التي تنتقض إدارة الجبل.